# Lappida fusca
Lappida fusca är en insektsart som beskrevs av Metcalf 1938. Lappida fusca ingår i släktet Lappida och familjen Dictyopharidae. Inga underarter finns listade i Catalogue of Life.